# Lambert Suavius

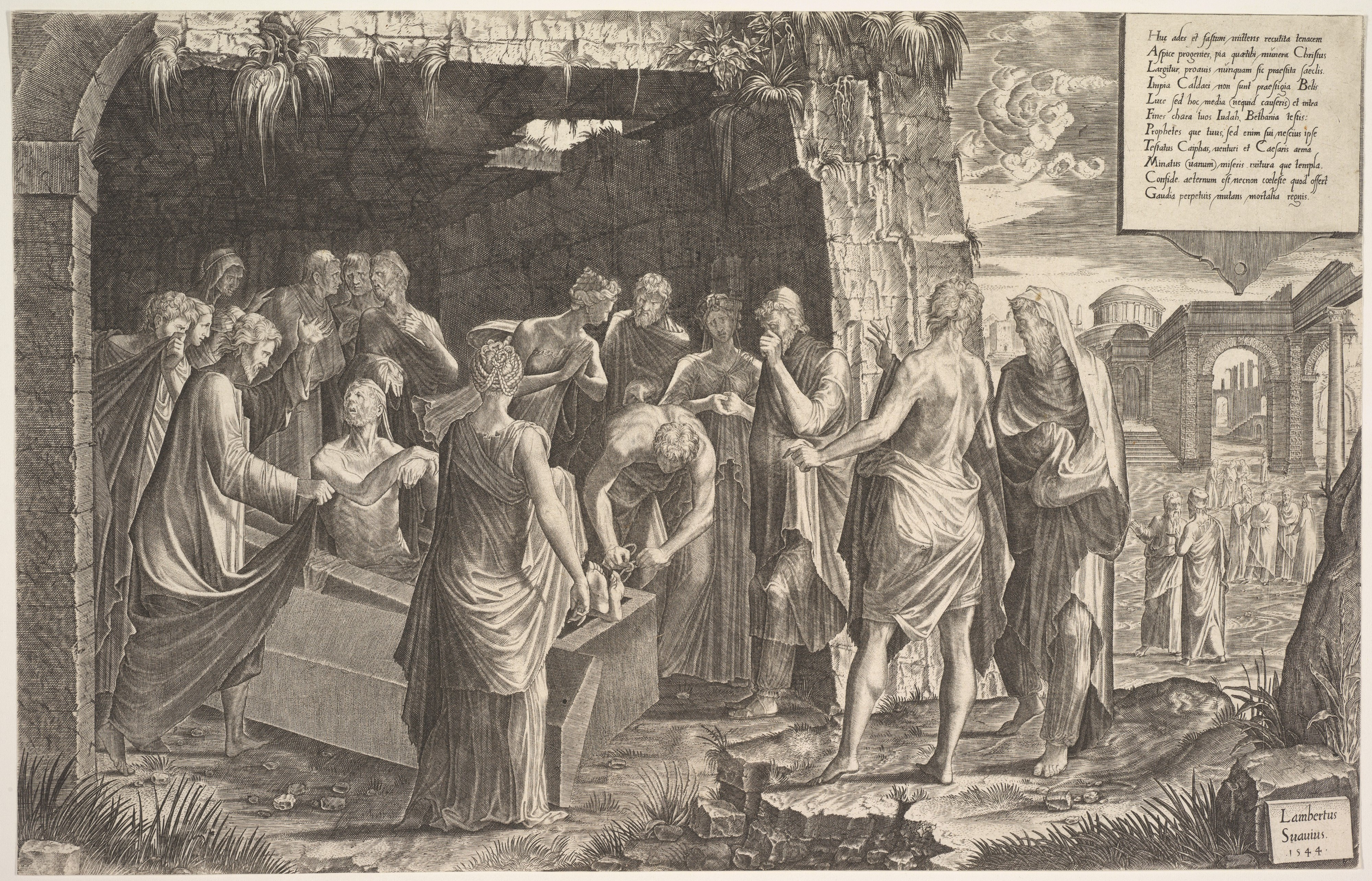
La resurrección de Lázaro, firmado Lambertus Suavius 1544. Buril. Metropolitan Museum of Art.

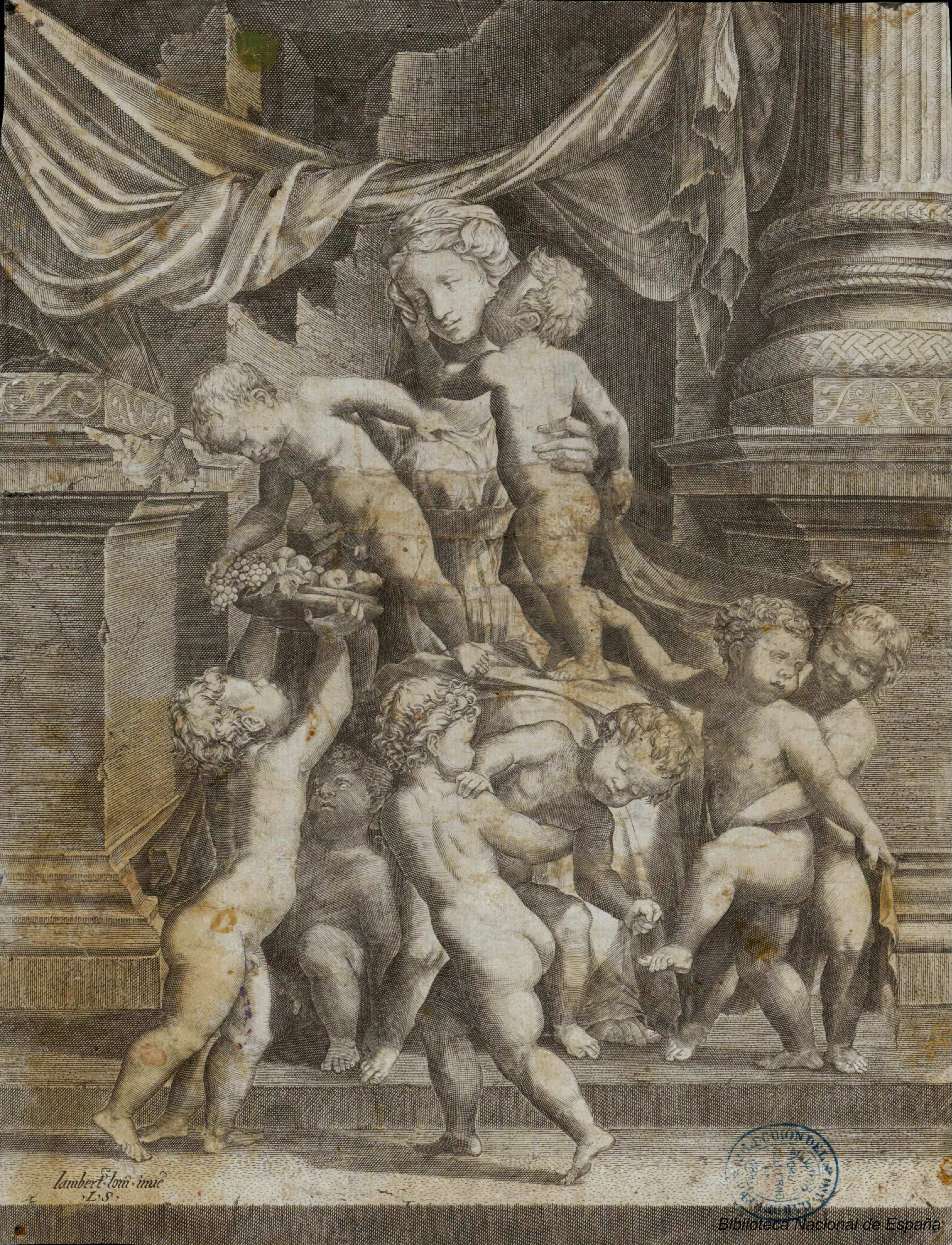
Lambert Suavius según Lambert Lombard, La Caridad, estampa a buril y punta seca. Firmada: lambert.lom.inve; L.S. Biblioteca Nacional de España.

Lambert Suavius (Lieja, c. 1510-Fráncfort, 1567) fue un grabador, pintor y arquitecto renacentista flamenco, discípulo y cuñado de Lambert Lombard.

## Biografía
Miembro de una familia de artistas —escultores y orfebres— oriunda de Maastricht pero establecida en Lieja ya en el primer cuarto del siglo XV, donde habrían latinizado su apellido original Zutman (Zoetman, Le Doux), Lambert Suavius fue, principalmente, grabador, aunque también escribió alguna poesía y editó al menos una parte de sus propias planchas, además de tenerse noticia de su actividad como pintor y como arquitecto —en 1561 se presentó al concurso abierto para la construcción del ayuntamiento de Amberes, que fue ganado por Cornelis Floris—.
Es probable que, como Lambert Lombard, viajase a Italia antes de 1639, cuando contrajo matrimonio en Lieja y consta que compró una vivienda e instrumentos para grabar con los que pudo abrir su propio taller, pero se ignoran las fechas de ese viaje que, sin embargo, parecen exigir la orientación romanista de su trabajo y algunas de las estampas que se le atribuyen con ruinas y construcciones evocadoras de la arquitectura romana. Entre 1554 y 1561 viajó a Amberes donde retrató al cardenal Antonio Perrenot de Granvela y a algunos miembros de la familia Schets. A comienzos de la década de 1560 y al parecer por razones religiosas se trasladó a Fráncfort donde debió de morir en 1567.
Ninguna obra de pintura o de arquitectura se le puede asignar con seguridad. A comienzos del siglo XVIII Louis Abry señalaba como suyas las pinturas de un altar dedicado a la Virgen en la iglesia de San Bartolomé de Lieja, desaparecidas ya un siglo después. Modernamente se le han atribuido las pinturas de la predela del retablo mayor de la iglesia de san Dionisio en Lieja con la leyenda del santo y su encuentro con san Pablo, tablas actualmente conservadas en el Musée de l'Art wallon, que habían estado anteriormente atribuidas a Lombard.
El catálogo de sus grabados, formado en 1878 por J. S. Renier, comprende ciento veintiuna piezas por dibujo propio o de Lombard, de las que veintisiete son las fechadas y firmadas con su nombre o con el monograma LS, todas ellas en el periodo comprendido entre 1544 y 1561. La primera de ellas, la Resurrección de Lázaro, fue mencionada ya elogiosamente por Giorgio Vasari en el volumen V de Las vidas de los más excelentes arquitectos, pintores y escultores, junto con la serie dedicada a Cristo y los apóstoles en catorce estampas, en todas las cuales apreciaba el excelente trabajo del grabador, al que, sin embargo, achacaba haber estado algo faltó de estudio en el dibujo: 

Dopo costoro é stato eccellente negli intagli di rame Lamberto Suave di mano del quale si veggiono in tredici carte Cristo con i dodici Apostoli condotti, quanto all'intaglio, sottilmente a perfezione; e s'egli avesse avuto nel disegno più fondamento [...] così sarebbe stato in ogni cosa maraviglioso, come apertamente si vede in una carta piccola di un S. Pablo che scrive, e in una carta maggiore una storia della resurrezione di Lazzaro, nella quale si veggiono cose bellissime, e particolarmente è da considerare il foro di un sasso nella caverna, dove finge che Lazzaro sia sepolto, ed il lume che dà addosso ad alcune figure, perchè é fatto con bella e capricciosa invenzione.
Vasari, «Vita di Marcantonio Bolognese e di altri intagliatori di stampe», 1568